# Луїс Маклейн
Луїс Маклейн (англ. Louis McLane; нар. 28 травня 1786, Смирна, Делавер — пом. 7 жовтня 1857, Балтимор, Меріленд) — американський політик, дипломат і юрист.

## Життєпис
Навчався у Ньюаркському коледжі, який пізніше став Делаверським університетом. Він почав свою кар'єру у 1807 як юрист у Вілмінгтоні, штат Делавер.
У 1812 одружився з Кетрін Мері Мілліган, у пари було 13 дітей.
Він був членом Палати представників США з 1817 по 1827 і членом Сенату США з 1827 по 1829.
Почав свою політичну кар'єру в партії федералістів, але пізніше став демократом.
У 1829 президент Ендрю Джексон призначив його надзвичайним послом у Великій Британії.
У 1831–1833 — міністром фінансів.
У 1833–1834 — державним секретарем.
У 1837 став президентом залізниці «Балтимор і Огайо», на цій посаді він працював до 1847, з 1845 по 1846 також виконував обов'язки посла США у Великій Британії.
Син Луїса Маклейна, Роберт Мілліган Маклейн, також став політиком, обирався членом Палати представників США і губернатором штату Меріленд, був послом США в імперії Цін.